# Verband Stettiner Ballspiel-Vereine
Der Verband Stettiner Ballspiel-Vereine (VSBV) war ein lokaler Fußballverband in der pommerschen Stadt Stettin. Das genaue Gründungsdatum ist unbekannt, der VSBV existierte zwischen 1903 und 1905.

## Gründung und Entwicklung
Der Verband wurde von den fünf Vereinen FC Greif, FC Preußen Stettin, FC Urania 1901, FC Hohenzollern und SC 1903 Stettin gegründet und im Februar 1904 erstmals in einem Zeitungsbericht erwähnt. Im Mai 1904 wurde die Neue Sportwoche zum offiziellen Organ des VSBV ernannt. Dass es in der Saison 1904/05 zu Meisterschaftsspielen kam, ist auf Grund der lokalen Situation eher unwahrscheinlich.
Ab Oktober 1904 setzte sich der Verbandsvorstand wie folgt zusammen: 1. Vorsitzender Max Beurich, 2. Vorsitzender Hermann Möwe, 1. Schriftführer Franz Köckritz, 2. Schriftführer Walter Neumann, 1. Kassenwart Curt Zenke, 2. Kassenwart Paul Wittkopp, Spielwart Paul Kortha, Kassenrevisoren die Herren Gaster und Bluhm. Bereits im November gab es folgende Änderungen: 1. Vorsitzender Herrmann Liedtke, 2. Kassenwart Otto Lüder, 2. Kassenrevisor K. A. Freitag.
Bereits am 9. März 1905 kam es zur Auflösung des Verbandes, die in der folgenden kurzen Mitteilung bekannt gegeben wurde.
„Infolge gänzlich mangelnder Unterstützung von Seiten der sportlichen Vereine unserer Stadt sahen wir uns gezwungen, den Verband in der am 9. März cr. stattgefundenen Versammlung aufzulösen, was wir hiermit bekanntmachen. I.A. Kökritz, 1. Schriftführer“

## Meister des Verbandes Stettiner Ballspiel-Vereine

### 1904/05
Eine Meisterschaft wurde nicht ausgetragen.